# 斯科舍 (南卡罗来纳州)
斯科舍（英文：Scotia），是美国南卡罗来纳州下属的一座城市。城市类型是“Town”。其面积大约为2.03平方英里（5.26平方公里）。根据2010年美国人口普查，该市有人口215人，人口密度约为每平方 英里105.86人（约合每平方公里40.87人）。